# Dimi de Jong
Dimi de Jong (* 1. September 1994 in Den Haag) ist ein ehemaliger niederländischer Snowboarder. Er startete in den Freestyledisziplinen.

## Werdegang
De Jong startete im Oktober 2007 in Landgraaf erstmals im Europacup und gewann dabei im Slopestyle. Bei den Juniorenweltmeisterschaften 2008 in Chiesa in Valmalenco errang er den 23. Platz in der Halfpipe. In der Saison 2008/09 nahm er in Saas-Fee erstmals am Snowboard-Weltcup teil, wobei er auf den 41. Platz in der Halfpipe kam und belegte bei den Juniorenweltmeisterschaften 2009 in Nagano den 14. Platz in der Halfpipe. Bei den Juniorenweltmeisterschaften 2010 in Cardrona wurde er Fünfter in der Halfpipe und jeweils Vierter im Slopestyle sowie im Big Air. Nach drei Platzierungen im Weltcup außerhalb der ersten 25 zu Beginn der Saison 2010/11, belegte er bei den Snowboard-Weltmeisterschaften 2011 in La Molina den 52. Platz in der Halfpipe, den 30. Rang im Big Air und den 19. Platz im Slopestyle. Es folgten vier Top-Zehn-Platzierungen im Weltcup und zum Saisonende der zehnte Platz im Halfpipe-Weltcup sowie der achte Rang im Freestyle-Weltcup. Bei den Juniorenweltmeisterschaften 2011 in Chiesa in Valmalenco wurde er Siebter im Slopestyle und Vierter in der Halfpipe. Zu Beginn der Saison 2011/12 erreichte er mit Platz drei in der Halfpipe in Cardrona seine erste Podestplatzierung im Weltcup. Im weiteren Saisonverlauf kam bei allen sechs weiteren Weltcupteilnahmen unter den ersten Zehn und holte im Slopestyle im Stoneham seinen einzigen Weltcupsieg. Er gewann damit den Slopestyle-Weltcup und belegte zudem den achten Platz im Big-Air-Weltcup, den dritten Rang im Halfpipe-Weltcup sowie den zweiten Platz im Freestyle-Weltcup. Beim Saisonhöhepunkt, den Snowboard-Weltmeisterschaften 2012 in Oslo, errang er den 27. Platz im Slopestyle. Außerdem holte er bei den Juniorenweltmeisterschaften 2012 in der Sierra Nevada die Silbermedaille in der Halfpipe und errang im Slopestyle den siebten Platz. In der Saison 2012/13 belegte er den 16. Platz im Freestyle-Weltcup sowie den 12. Rang im Halfpipe-Weltcup und bei den Snowboard-Weltmeisterschaften 2013 im Stoneham den 13. Platz im Halfpipe. In der folgenden Saison siegte er beim Europacup in Landgraaf im Slopestyle und kam bei seiner einzigen Teilnahme an Olympischen Winterspielen im Februar 2014 in Sotschi auf den 24. Platz in der Halfpipe. Im folgenden Jahr errang bei den Snowboard-Weltmeisterschaften 2015 am Kreischberg den 14. Platz in der Halfpipe und absolvierte in Park City seinen 38. und damit letzten Weltcup, welchen er auf dem 17. Platz in der Halfpipe beendete.

## Teilnahmen an Weltmeisterschaften und Olympischen Winterspielen

### Olympische Winterspiele
- 2014 Sotschi: 24. Platz Halfpipe

### Snowboard-Weltmeisterschaften
- 2011 La Molina: 19. Platz Slopestyle, 30. Platz Big Air, 52. Platz Halfpipe
- 2012 Oslo: 27. Platz Halfpipe
- 2013 Stoneham: 13. Platz Halfpipe, 25. Platz Slopestyle
- 2015 Kreischberg: 14. Platz Halfpipe

## Weltcupsiege und Weltcup-Gesamtplatzierungen

### Weltcupsiege
| Nr. | Datum            | Ort      | Disziplin  |
| --- | ---------------- | -------- | ---------- |
| 1.  | 26. Februar 2012 | Stoneham | Slopestyle |

### Weltcup-Gesamtplatzierungen
| Saison  | Gesamt / Freestyle | Gesamt / Freestyle | Halfpipe | Halfpipe | Slopestyle | Slopestyle | Big Air | Big Air |
| Saison  | Punkte             | Platz              | Punkte   | Platz    | Punkte     | Platz      | Punkte  | Platz   |
| ------- | ------------------ | ------------------ | -------- | -------- | ---------- | ---------- | ------- | ------- |
| 2008/09 | 309                | 168.               | 309      | 52.      | -          | -          | -       | -       |
| 2009/10 | 810                | 94.                | 810      | 28.      | -          | -          | -       | -       |
| 2010/11 | 1710               | 8.                 | 990      | 10.      | -          | -          | 784     | 17.     |
| 2011/12 | 2940               | 2.                 | 1360     | 3.       | 1000       | 1.         | 840     | 8.      |
| 2012/13 | 1307               | 16.                | 1230     | 12.      | 80         | 47.        | -       | -       |
| 2013/14 | 320                | 65.                | 320      | 32.      | -          | -          | -       | -       |
| 2014/15 | 140                | 78.                | 140      | 26.      | -          | -          | -       | -       |